# 로마 순교록

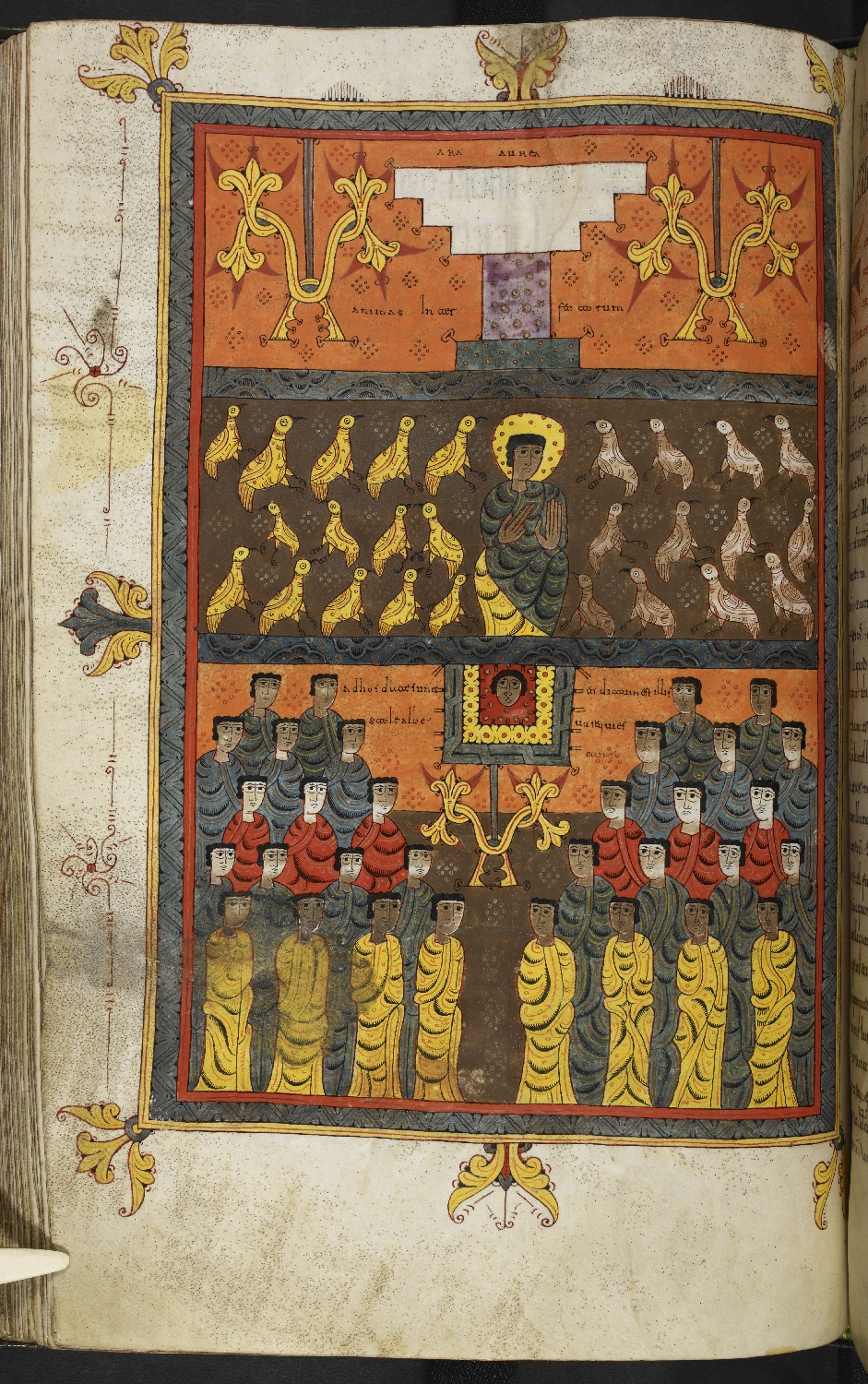
순교자에 관한 삽화(8세기 필사본의 일부)

로마 순교록(Martyrologium Romanum)은 기독교 전례서의 하나로, 주로 로마 가톨릭교회에서 해마다 지내는 성인들의 축일을 나열한 전례력의 근거를 이루는 책이다. 첫 번째 공식 출판본은 16세기로 거슬러 올라가며, 이는 교황 그레고리오 13세가 1586년에 승인한 것이다.

## 역사
가톨릭교회의 교회사의 초 세기에, 신앙 때문에 목숨을 바친 이 혹은 목숨을 바쳐 신앙을 증언한 이들 곧 순교자들에 관한 기억을 보존하는 관습이 있었다. 각 개별 교회는 자신의 '순교록', 곧 '순교자들의 목록'을 지니고 있었다. 곧 그들이 영원한 생명으로 넘어간 날짜가 중요성을 지니게 되었고, 이날을 천상 탄일(dies natalis)라 불렀다. 그리하여 순교자들이 순교한 날에 그들의 기념을 거행하게 되었으며, 이는 특히 그들이 묻혀있는 곳에서 성행하였다.
16세기에 여러 순교록을 단 하나의 목록으로 종합하기로 결정하였다. 이 목록에는 가톨릭교회의 권위가 인정한 모든 성인과 복자도 포함되었다. 그리하여 체사레 바로니오 추기경의 노력으로 로마 순교록이 편찬되었다. 그 이후에 여러번 변경되었고 개정되었으며, 일부 오류도 포함되어 있었다.

## 최신판
가장 최근에 발행된 로마 순교록은 2001년의 것이다. 이에 앞서 발행된 것은 1956년의 것에 불과하다. 그러나 비교적 근접한 시기에 다시 발행된 것은, 그동안 이루어진 시성 시복의 결과를 반영하기 위함이며, 또한 교황 요한 바오로 2세가 이 책을 제2차 바티칸 공의회의 가르침에 따라 개정하기로 결정하였기 때문이다.
로마 순교록(2001년)에서는 확실한 역사적 근거와 서류 기록이 없는 성인과 복자를 제외하였다. 전체적으로 6538항으로 구성되어 있다. 목록의 이름에는 짧은 설명이 붙어 순교하거나 선종한 장소, 성인 또는 복자의 표기, 교회적 '신분'에 관한 명칭(사도, 순교자, 교회 학자, 선교사, 증거자, 주교, 사제, 동정, 기혼, 과부, 자녀), 생전의 약전, 창립 정신(수도원의 카리스마) 등을 서술하고 있다.

## 라틴어 원문
- Martyrologium Romanum: Ex Decreto Sacrosancti cumenici Concilii Vaticani II Instauratum Auctoritate Ioannis Pauli PP II Promulgatum, 2004, ISBN 8820972107

## 참고 도서
- AA.VV., Il martirologio romano. Teologia, liturgia e santità, 2005, ISBN 8820977478

## 같이 보기
- 전례 주년